# Castel Mella

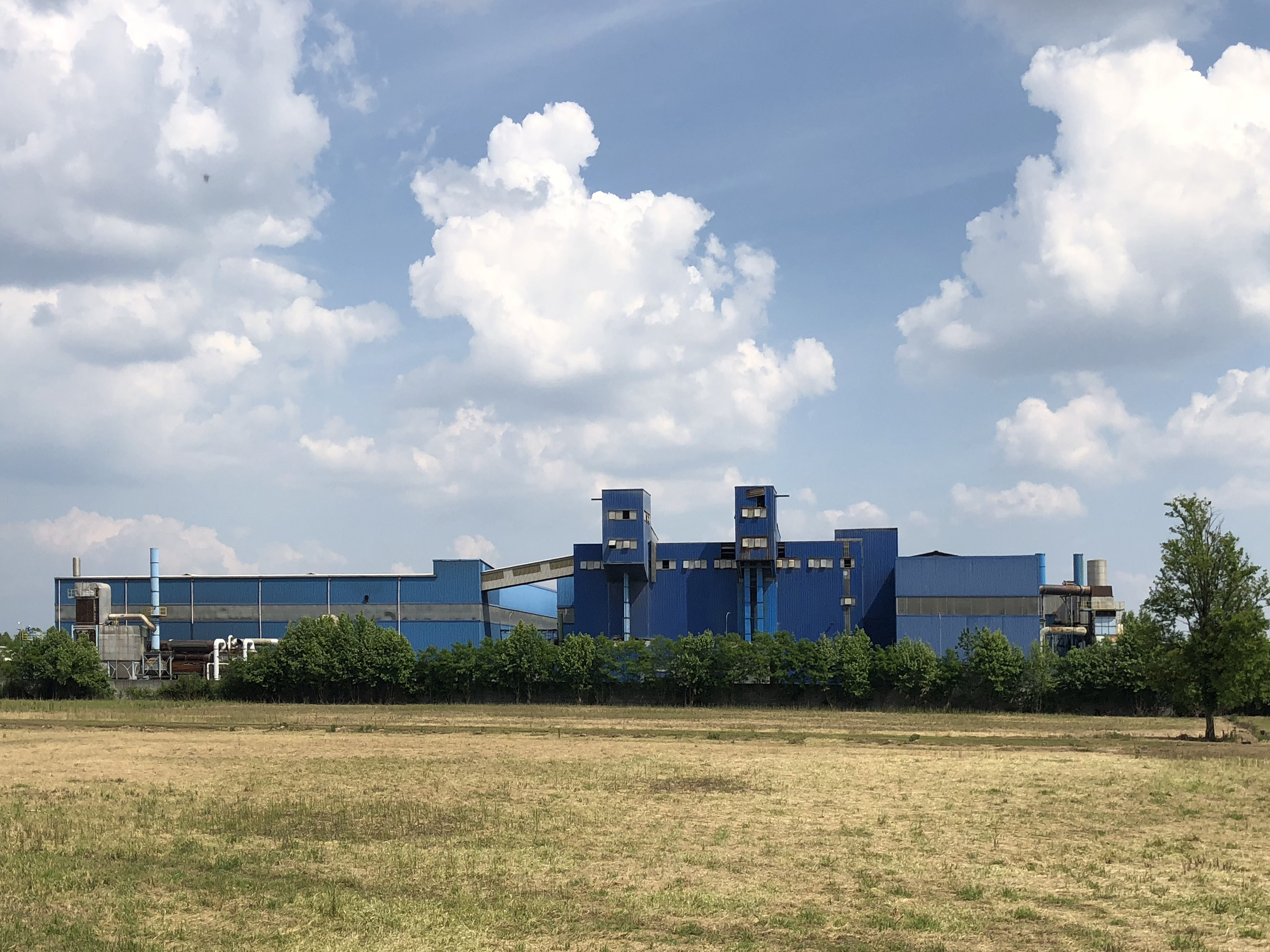
Aluminiumraffinerie Raffinerie Metalli Capra in Castel Mella.

Castel Mella ist eine norditalienische Gemeinde (comune) mit 10.886 Einwohnern (Stand 31. Dezember 2023) in der Provinz Brescia in der Lombardei. Die Gemeinde liegt etwa 8 Kilometer südwestlich von Brescia am Mella.

## Geschichte
Der Ort geht, wie der Name andeutet, auf eine Befestigungsanlage zurück, die als Castrum novum im Mittelalter errichtet wurde. Bis 1864 lautete denn der Ortsname auch Castelnuovo (als Castelnuovo con Colorno e Onzato oder Castelnuovo Mella).

## Verkehr
Durch die Gemeinde führt am nordwestlichen Rand die frühere Strada Statale 235 di Orzinuovi (seit 2001 Provinzstraße) von Crema nach Brescia.

## Besonderheiten
Der Ortsteil Fornaci gehört teilweise zu Brescia, zu Castel Mella und zu Flero.
In den vergangenen 20 Jahren (von 1991: 5.800 auf 2011: 10.900) hat sich die Bevölkerungszahl annähernd verdoppelt.
Sehenswert ist das Heiligtum der Madonna del Boschetto im Ortsteil Onzato.